# Alexandra (Nowa Zelandia)
Alexandra (maor. Areketanara) – miasto w Nowej Zelandii. Położone w południowej części Wyspy Południowej, w regionie Otago, 5032 mieszkańców. (dane szacunkowe – styczeń 2010).